# Rodriguez au pays des merguez
Pour plus de détails, voir Fiche technique et Distribution.
Rodriguez au pays des merguez est un film français réalisé par Philippe Clair, sorti en 1980. C'est une parodie du Cid de Pierre Corneille.

## Synopsis
À Bab El Oued, lors de la colonisation française, l'action se déroule sur fond d'élections. Le chômeur Roro, fils du marchand de brochettes Dodièze aime Chipette, fille du coiffeur Gongormatz. Dodièze et Roro sont partisans de Fernand, l'un des deux rivaux. Dodièze est décoré par Fernand. Gongormatz, jaloux, se dispute avec Dodièze. Il le frappe avec un soufflet. Roro doit venger son père.

## Fiche technique
- Réalisateur : Philippe Clair, assisté d'Alain Nauroy et Patrick Chaput
- Scénariste : Philippe Clair d'après La Parodie du Cid d'Edmond Brua (1942)
- Producteur délégué : Jean-Pierre Rawson
- Producteur exécutif : Tarak Ben Ammar
- Directeur de la photographie : Claude Becognée
- Monteur : Jacqueline Thiédot
- Année : 1980
- Genre : comédie
- Affiche d'Hervé Morvan

## Distribution
- Geneviève Fontanel : Chipette
- Philippe Clair : Roro
- Évelyn Séléna : Carmen
- Georges Blaness : La Sanche
- Anne Berger : Fifine
- André Clair : Dodièze
- Gérard Hernandez : Gongormatz
- André Nader : Fernand
- André Lambert : Ayache
- Doryth Sfez : Fatama
- Fabio Nadar : Ali